# مرگ در آند
مرگ در آند (اسپانیایی: Lituma en los Andes‎) رمانی از نویسندهٔ پرویی برندهٔ جایزهٔ نوبل، ماریو بارگاس یوسا است که در سال ۱۹۹۳ منتشر شد. شخصیت اصلی این رمان لیتوما است که پیشتر در چه کسی پالومینو مولرو را کشت؟ حضور داشت. این رمان که در دهکدهٔ کوهستانی ناکوس در شهر آند رخ می‌دهد، دارای سه بخش، نه فصل و یک مؤخره است.